# Auguste Coudereau
Charles Auguste Coudereau, dit Auguste Coudereau, né le 8 juin 1832 à Chârost (Cher) et mort le 20 juillet 1882 à Paris, est un médecin, pharmacien, anthropologue, figure de proue du mouvement de la "Libre-pensée" athée et matérialiste sous le Second Empire puis membre de la Commune de Paris. Sous la Troisième République, il devient radical socialiste tout en refusant de se présenter à des élections et fonde la Société d'autopsie mutuelle.

## Biographie
Après avoir réalisé ses études, il devient interne des hôpitaux comme pharmacien puis soutient, en 1869, une thèse intitulée: "Recherches chimique et physiologiques sur l'alimentation des enfants". En 1865, il entre à la Société d'anthropologie de Paris au sein de laquelle il rédige plusieurs études sur "La Civilisation", "l'influence des Religions", "la Religiosité", etc.

## Œuvres
- Sur la Civilisation, éditions Hennuyer, Paris, 1868
- Recherches chimiques et physiologiques sur l'alimentation des enfants, éditions Delahaye, Paris, 1869
- Projet d'une fondation municipale pour l'élevage de la première enfance : moyens pratiques de prévenir la mortalité excessive des nourrissons, éditions Reinwald, Paris, 1875
- Essai sur la classification des bruits articulés, éditions Hennuyer, Paris, 1875
- Sur la religiosité, éditions Hennuyer, Paris, 1877
- Description du procédé opératoire pour l'ablation totale de l'utérus par la vulve, dans le cas de cancer utérin, séance du 28 août 1878, édité par "Association française pour l'avancement des sciences", Paris, 1878
- Recherches sur le développement des glandes de l'estomac et des intestins chez les mammifères, séance du 16 août 1880, édité par "Association française pour l'avancement des sciences", Paris, 1880